# Informazione imperfetta
L'informazione imperfetta si verifica quando, nell'operare scelte di natura contrattuale, uno dei due contraenti dispone di maggiori informazioni rispetto all'altro; motivo questo che impedisce al mercato (per sua vocazione RAZIONALE) di svolgersi considerando tutte le possibili scelte dettate da EFFICIENZA.
Viene considerata dalla dottrina economica una delle cause di Fallimento del mercato, e associata per questo motivo alle ESTERNALITÀ NEGATIVE (pregiudizio a terzi derivato indirettamente da un'attività contrattuale) e alle DEFORMAZIONI DEL MERCATO di Concorrenza perfetta (Monopolio, Oligopolio, Concorrenza monopolistica, Monopsonio, Oligopsonio) che ingenerano un livello di OFFERTA differente da quello della DOMANDA (INEFFICIENZA dei MERCATI, teoricamente in livello di equilibrio perfetto OFFERTA=DOMANDA).
Due fattispecie di informazione imperfetta sono la Selezione Avversa (negativa) e l'Azzardo morale (Moral Hazard, tipico della speculazione)